# Mr. Pickles
Mr. Pickles es una comedia animada estadounidense para adultos creada por Will Carsola y Dave Stewart para Adult Swim. La serie gira en torno a la familia Goodman, especialmente a su hijo de 6 años llamado Tommy y al border collie de la familia, el demonio Mr. Pickles. La serie fue recogida para 10 episodios de un cuarto de hora para su primera temporada, que se estrenó en la red el 21 de septiembre de 2014 y finalizó el 23 de noviembre de 2014. Se renovó por dos temporadas más, del 17 de abril al 26 de junio de 2016 y del 25 de febrero al 26 de marzo de 2018. Un capítulo adicional fungió como finale el 18 de noviembre de 2019.

## Trama
Los Goodman son una familia normal que vive en Old Town, una ciudad pasada de moda donde no ocurre nada interesante, el típico poblado estadounidense donde todos sus habitantes se conocen entre sí y nadie podría sospechar de los vecinos. Los Goodman tienen un perro llamado Mr. Pickles, que es un perro demoniaco y practica toda clase de rituales maléficos. La serie narra las aventuras que tienen el perro y su amo, un pequeño niño con discapacidad física que desconoce todos los actos oscuros que hace su mascota mr pickles.

## Producción
La serie, que está animada con Adobe Flash , fue creada por Will Carsola y Dave Stewart, conocidos por Funny or Die Presents , y producida por Will Carsola, Dave Stewart y Michael J. Rizzo. La serie fue uno de varios espectáculos lanzados a Adult Swim , según los creadores, que también operan bajo el nombre de "Día a día". Stewart recordó haberlo promocionado como una "oración de una línea", mientras que Carsola recordó que deriva de una sesión de "cancelación", donde las dos ideas se presentan entre sí en forma de garabatos para su diversión. Carsola explicó que las ideas en este proceso se liberan de la presión "de que sean buenas", encontrando ocasionalmente "Más tarde explicaron en la San Diego Comic-Con International 2014 que la idea se basó en Lassie , pero que se ha convertido en "algo más propio desde entonces".
El perro australiano de ganado de Stewart sirvió de inspiración para los animadores del personaje del Mr. Pickles. Stewart incluso señaló similitudes entre ella y el personaje principal, y en broma la llamó "Sra. Pickles". El director de animación Mike L. Mayfield grabó al perro de Stewart jugando en video, con los animadores utilizando las imágenes resultantes como base para los movimientos del personaje. Su entorno se basa aproximadamente en Richmond, Virginia , donde los creadores comenzaron en el entretenimiento antes de mudarse a Los Ángeles. La red les da libertad creativa a los creadores, y Stewart explica las notas recibidas por ellos como "mínimas", para su sorpresa. Los creadores observaron algunas inconsistencias en cuanto a lo que se considera inaceptable, pero intentan no cuestionarlo y comprometerlo.
Desarrollando su tiempo de ejecución de 11 minutos, Carsola lo describió como un espectáculo de 22 minutos "aplastado" en un cuarto de hora. Entre las voces de los personajes se incluyen Brooke Shields , Frank Collison , Jay Johnston y Carsola y Stewart. El papel de Shields en la serie se produjo después de mirar el trabajo del creador para Funny or Die y obtener el guion para Mr. Pickles . Según Carsola, los dos tenían dudas sobre su interés en la serie, pero después de ser elegida, proporcionó líneas en una cabina de grabación en la ciudad de Nueva York mientras los creadores supervisaban por Skype .

## Personajes

### Personajes principales
- Mr. Pickles: Es el personaje principal de la serie. Mr.Pickles (satán) consume drogas, abusa sexualmente de sus víctimas, y tiene una secta diabólica en el fondo de su caseta. Le gusta comer pepinillos y le tiene mucho cariño y respeto a su amo Tommy y a su familia, en especial a Beverly Goodman, la mamá de su dueño, sin embargo de una forma completamente sexual aunque nadie lo note; a pesar de ser un perro completamente endemoniado, usualmente no se le ve asesinando a gente inocente, sino a personas que tienen sus razones para ser asesinados y torturados por Mr. Pickles. En la serie el único de los Goodman que sabe sus secretos oscuros es el Abuelo Goodman, pero nadie le cree.
- Tommy Goodman: Es el dueño de Mr. Pickles. Tiene 6 años y usa aparatos en las piernas. Mr. Pickles lo quiere y nunca le haría daño, por lo que se ha convertido en un compañero inseparable, y se ha visto en situaciones donde debe ayudar a su amo para alcanzar sus objetivos o incluso, salvarlo de la muerte. El comportamiento que adquiere para su amo es el de una mascota fiel y amorosa. Él le da de comer pepinillos al Mr. Pickles cuando se porta bien. Es novio de Suzie Milton. Es amigo de Pie Grande/Vito Pizzarelli.
- Beverly Goodman: Esposa de Stanley Goodman, hija del Abuelo Goodman, y madre de Tommy Goodman. Es una ama de casa que se preocupa por su familia y por su padre, porque cree que sus historias sobre Mr. Pickles no son ciertas y son síntoma de senilidad. Mr. Pickles la quiere tanto, que a veces manosea sus senos y mira debajo de su falda, pero ella cree que son "cosas de perros".Sus verdaderos sueños están truncados.
- Stanley Goodman: Esposo de Beverly Goodman, yerno del Abuelo Goodman, y padre de Tommy Goodman. Es un empleado de una compañía de ventas telefónicas. Quiere a su familia pero es muy desinteresado con su esposa. Es un padre de familia inocente en cuanto a lo que sucede alrededor muchas veces causado por el perro familiar.
- Henry Gobbleblobber: Padre de Beverly Goodman, suegro de Stanley Goodman, y abuelo de Tommy Goodman. Es el único de los Goodman que sabe la verdad sobre Mr. Pickles. Está muy preocupado por lo que Mr. Pickles hace y a veces se entromete en sus planes, lo cual ha sido un motivo para que Mr. Pickles acabase con el, pero no lo hace ya que no supone absolutamente ningún riesgo para Mr. Pickles, ya que nadie cree en las acusaciones que Henry hace en contra del perro, por lo que Mr. Pickles prefiere ver como el abuelo termina ridiculizándose con su familia y con el pueblo, al punto que lo catalogan como un demente (ya que cuando envían a Henry a un manicomio, Mr. Pickles se da cuenta de que desde ahí no le puede hacer la vida imposible a Henry, por lo que decide ayudarlo a salir).
- Sheriff: El sheriff sin nombre de Old Town. Vive con su madre y su hermana. Tiene una muñeca llamada Abigail, con la cual hace fiestas de té. Es incompetente y siempre que el Abuelo Goodman trata de mostrarle los crímenes que comete Mr. Pickles, termina arrestando a una persona inocente.
- Floyd: Colega de trabajo de Stanley Goodman. Es severamente obeso, lo cual se debe a su participación en numerosos concursos de comida (ganador de ellos). Vive en una mansión y tiene un gimnasio que no usa por no poder entrar por la puerta. Es muy amigable, aunque Stanley encuentra incómodo estar a su alrededor algunas veces. Le gustan las máquinas dispensadoras y comer comida basura en cualquier momento y en cualquier lugar.
- Steve: La mascota humana de Mr. Pickles. Vive dentro de la caseta de su amo y forma parte de la secta diabólica de este. A menudo, vigila a los prisioneros y participa en las actividades de Mr. Pickles., al final de la segunda temporada se revela que es la supuesta difunta esposa de Henry Gobbleblobber.

### Personajes secundarios o episódicos
- Suzie Milton: Vecina de los Goodman y novia de Tommy. Desde que su padre volvió a la bebida, ella se encarga de todo en la casa. Se volvió novia de Tommy cuando el le regaló el ternero de su vaca, ya que la vaca de Suzie, Gebert, murió.
- Sr. Milton: Padre de Suzie y esposo de la Sra. Milton. Es alcohólico y le gusta ir a los clubes de estriptis. Se enamoró de Tommy cuando pensó que era mujer.
- Sra. Milton: Esposa del Sr. Milton, madre de Suzie, y amiga de Beverly Goodman. Se molesta cuando su marido la engaña. Trató de matar a Tommy pensando que era una estríper, pero al darse cuenta de que era hijo de su mejor amiga, no lo hizo.
- Dueño del Strip Club: Dueño sin nombre del Strip Club, Jiggly Wiggly. Se le vio coqueteando con Lurlene, pero Mr. Pickles los asesinó a los dos.
- Todd & Lurlene: Expareja de enamorados. Lurlene se enamoró del Dueño del Jiggly Wiggly, por lo cual Todd, furioso, fue con una pistola a matarlos a los dos, pero Mr. Pickles se le adelantó y lo encerró en la oficina donde el crimen se cometió. Se desconoce que le pasó a Todd.
- Wanda: Es una mujer obesa latina. Sobornó a Stanley Goodman, pero al final, este se liberó de ella para no quedar mal ante Beverly Goodman.
- Pie Grande/Vito Pizzarelli: En el pasado, él era un cocinero mafioso llamado Vito Pizzarelli, pero al entrar en el programa de protección de testigos, se convirtió en Pie Grande. Tras comerse la tarta de Stanley, Tommy le pide que la prepare otro porque es el Día del Padre. Al ir a un restaurante para hablar con Stanley y su jefe, los Jefes de la Mafia Gabagoolie, tratan de asesinarlo, pero sin que nadie se de cuenta, Mr. Pickles asesina a dos y secuestra a uno para que forme parte de la secta, y al final, un esclavo de Pickles es culpado y encarcelado por el Sheriff.
- Mafia Gabagoolie: Mafia italiana de la cual Vito Pizzarelli formaba parte. Tras años de buscar a Pizzarelli, por fin lo encuentran en Old Town, pero dos de ellos son asesinados por Mr. Pickles, y uno es obligado a ser su esclavo y prisionero de su secta diabólica.
- Linda: Vendedora y madre de Linda Jr. Ella dice ser la mejor amiga de Beverly Goodman. Es muy fea, y para ciertas personas es una tortura verla bailar en ropa interior.